# 3369 Фройхен
3369 Фройхен (3369 Freuchen) — астероїд головного поясу, відкритий 18 жовтня 1985 року.
Тіссеранів параметр щодо Юпітера — 3,211.